# القيف (الحيمة الخارجية)

تعديل مصدري - تعديل

القيف هي إحدى قرى عزلة المحيام بمديرية الحيمة الخارجية التابعة لمحافظة صنعاء، بلغ تعداد سكانها 501 نسمة حسب تعداد اليمن لعام 2004.